# Васильевка (Зыряновский район)
Васильевка (каз. Васильевка) — село в Зыряновском районе Восточно-Казахстанской области Казахстана. Входит в состав Первороссийского сельского округа. Код КАТО — 634847200.

## Население
В 1999 году население села составляло 358 человек (170 мужчин и 188 женщин). По данным переписи 2009 года, в селе проживало 220 человек (117 мужчин и 103 женщины).